# Дональдсон, Уолтер (снукерист)
Уо́лтер До́нальдсон (англ. Walter Donaldson; 4 января 1907 — 1973) — первый шотландский профессиональный игрок в снукер. Член Зала славы снукера с 2012 года.
Уолтер Дональдсон стал профессионалом уже в 16 лет после того, как выиграл национальный чемпионат среди юношей. Однако свою дебютную игру на первенстве мира по снукеру он провёл лишь в 1933 году — тогда он уступил в полуфинале Джо Дэвису. Затем он пропустил ещё пять чемпионатов, а когда возвратился, то достиг лишь четвертьфинала. Когда началась война, Дональдсона призвали служить в армию.
На первом же послевоенном чемпионате Уолтер установил новый рекорд по величине серии — теперь она составляла 142 очка, и это был отличный результат для того времени. А уже на следующем первенстве Дональдсон стал победителем, обыграв в финале Фреда Дэвиса со счётом 82:63. Таким образом, Уолтер стал первым не английским игроком, которому удавалось побеждать на чемпионатах мира.
Он не смог удержать титул в следующем году, уступив Дэвису-младшему, но возвратил себе первое место в 1950-м. Затем он ещё четыре раза подряд играл в финалах, причём во всех решающих матчах ему противостоял Фред Дэвис. Но больше выиграть престижнейший турнир в мире снукера шотландцу так и не удалось. После этих неудач в 1960 году он объявил о завершении карьеры.
Уолтер Дональдсон умер у себя дома, в Бакингемшире в 1973 году, но и по сей день он является одним из самых известных снукеристов за всю историю.

## Достижения в карьере
- Чемпионат мира победитель — 1947, 1950
- Чемпионат мира финалист — 1948, 1949, 1951-1954